# Франко Донатоні
Франко Донатоні (італ. Franco Donatoni; 9 червня 1927, Верона — 17 серпня 2000, Мілан) — італійський композитор.

## Біографія
У віці семи років почав грати на скрипці, вивчав композицію у музичному ліцеї Верони, а згодом у Міланській та Болонській консерваторіях під керівництвом Етторе Дездері та Ліно Лівіабелле.
У 1950 році отримав диплом хорового диригента, а у 1951 композитора. Продовжував вдосконалювати свою композиторську майстерність у Ільдебрандо Піцетті в Академії Святої Чечилії у Римі, де у 1953 році отримав диплом з композиції.
Викладав гармонію та контрапункт у Болоньї та Мілані, брав участь у Дармштадтських літніх курсах 1954, 1956, 1958 та 1961 роках. Був професором композиції у Турині, Мілані, Сієні, а згодом в Академії Святої Чечилії у Римі.
Донатоні значно вплинув на молоде покоління італійських композиторів. Проводив семінари у Швейцарії, Франції, Іспанії, Нідерландах, Ізраїлі, Австралії, США (Берклі).
Помер 17.08.2000 у Мілані.

## Стиль
У творчості Донатоні можна виділити кілька періодів:
• Неокласичний. Твори цього періоду були написані під впливом Бартока, Хіндеміта та Стравінського.
• Серіальний. Після зустрічі з Мадерною у 1953, він їде до Дармштадту, де «навертається» до серіалізму і знайомиться зі Штокгаузеном та Кейджем. ‘Musica’ (1955), ‘Composizione’ (1955), ‘Tre improvvisazioni’ (1956) та Квартет (1958) позначені впливом Вебрна, Булеза та Штокгаузена.
• Алеаторичний або, висловлюючись словами самого композитора період Індетермінізму.
Період негативізму, позначений впливом Кейджа та Кафки, характеризується  тенденцією до самозаперечення та саморуйнування.
• У середині 1970-х років Донатоні винаходить те, що він називає 'l'esercizio ludico dell'invenzione'. Це процес, який дозволив композитору написати цілу низку творів, які зазнали великого успіху на міжнародній сцені.
До мінімалістичного матеріалу композиції композитор застосовує комбінаторні принципи трансмутації та пермутації, керуючись певними автоматизованими правилами, що він описує, як розростання клітини до живого організму.

## Твори
- 1950 :  Quartetto I для струнного квартету
- 1951 :  Recitativo e allegro для скрипки і фортепіано
- 1952 :  Concertino для струнних, духових і тімбалес, 16', Schott
- 1952 :  Concerto для фагота і струнних
- 1952 :  Sonate для альта
- 1953 :  Concerto для тімбалес, 20', Inédit
- 1953 :  Divertimento для скрипки з оркестром, 21', Schott
- 1953 :  Ouverture для великого оркестру
- 1953 :  Sinfonia для струнного оркестру
- 1954 :  Cinq pièces для двох фортепіано, Schott
- 1955 :  Composition en quatre mouvements для фортепіано соло
- 1955 :   Musica per orchestra da camera для камерного оркестру, 14', Schott
- 1956 :  La lampara (балет) для оркестру
- 1957 :  Trois improvisations для фортепіано
- 1958 :  Quartetto II для струнного квартету, 11', Suvini Zerboni
- 1959 :  Movimento для фортепіано, клавесину і дев'яти інструментів, 5', Suvini Zerboni
- 1959 :  Serenata для сопрано і шістнадцяти інструментів, 13', Suvini Zerboni
- 1959 :  Strophes для оркестру, 11', Suvini Zerboni
- 1960 :  For Grilly імпровізація для сімох, 5', Suvini Zerboni
- 1960 :  Sezioni для оркестру, 13', Suvini Zerboni
- 1961 :  Doubles для клавесину, 6', Suvini Zerboni
- 1961 :  Puppenspiel étude pour une musique de scène, для оркестру, 9', Suvini Zerboni
- 1961 :  Quartetto III для чотирьохдоріжкової магнітної стрічки, 5', Suvini Zerboni
- 1962 :  Per orchestra перша і друга версія, 20', Suvini Zerboni
- 1963 :  Quartetto IV Zrcadlo, для струнного квартету, 4', Suvini Zerboni
- 1964 :  Asar для десяти струнних інструментів, Suvini Zerboni
- 1964 :  Babai для клавесину, 3', Suvini Zerboni
- 1964 :  Black and White для струнного оркестру, Suvini Zerboni
- 1965 :  Divertimento II для струнного оркестру, 11', Suvini Zerboni
- 1966 :  Puppenspiel II для флейти з оркестром, 14', Suvini Zerboni
- 1967 :  Etwas ruhiger im Ausdruck для п'яти інструментів, 12', Suvini Zerboni
- 1967 :  Souvenir Kammersymphonie opus 18, для п'ятнадцяти інструментів, 15', Suvini Zerboni
- 1968 :  Black and White n° 2 для двох фортепіано, Suvini Zerbon
- 1969 :  Estratto для фортепіано, 1', Suvini Zerboni
- 1969 :  Orts souvenir n° 2, для чотирнадцяти інструментів і читця ad libitum, 10', Suvini Zerboni
- 1969 :  Solo для десяти струнних, 13', Suvini Zerboni
- 1970 :  Doubles II для оркестру, 25', Suvini Zerboni
- 1970 :  Secondo Estrattoдля фортепіано, клавесину та арфи, 12', Suvini Zerboni
- 1970 :  To Earle для камерного оркестру, Suvini Zerboni
- 1972 :  Lied для тринадцяти інструментів, 16', Suvini Zerboni
- 1972 :  To Earle two для оркестру та ансамблю, 30', Suvini Zerboni
- 1973 :  Jeux pour deux для клавесину та органу, 5', Suvini Zerboni
- 1973 :  Voci етюд для оркестру, 13', Suvini Zerboni
- 1974 :  Espressivo для гобоя з оркестром, 15', Suvini Zerboni
- 1974 :  Quarto Estratto для восьми інструментів, 2', Suvini Zerboni
- 1975 :  Duetto для клавесину, 2', Suvini Zerboni
- 1975 :  Duo pour Bruno для оркестру, 19', Suvini Zerboni
- 1975 :  Lumen для шести інструментів, 5', Suvini Zerboni
- 1975 :  Terzo Estrato для фортепіано і восьми духових інструментів, 8', Suvini Zerboni
- 1976 :  Ash для восьми інструментів, 12', Suvini Zerboni
- 1976 :  Domenico Cimarosa, Il matrimonio segreto опера на дві дії, Ricordi
- 1975 :  Musette per Lothar для мюзетта, 5', Suvini Zerboni
- 1977 :  Algo дві п'єси для гітари, 9', Suvini Zerboni
- 1977 :  Ali дві п'єси для альта соло, 8', Ricordi
- 1977 :  Diario '76 для чотирьох труб і чотирьох тромбонів, 11', Suvini Zerboni
- 1977 :  Portrait для клавесину з оркестром, 18', Suvini Zerboni
- 1977 :  Spiri для десяти інструментів, 10', Ricordi
- 1977 :  Toy для клавесину, двох скрипок та альта, 15', Suvini Zerboni
- 1978 :  ...ed insieme bussarono для жіночого голосу і фортепіано, 5', Ricordi
- 1978 :  Arie для голосу з оркестром , 23', Ricordi
- 1978 :  De près для жіночого голосу, двох пікколо і трьох скрипок, 4', Ricordi
- 1979 :  About для скрипки, альта та гітари, 5', Ricordi
- 1979 :  Argot дві п'єси для скрипки соло, 5', Ricordi
- 1979 :  Marches дві п'єси для арфи, 9', Ricordi
- 1979 :  Nidi дві п'єси для пікколо соло, 6', Ricordi
- 1980 :  Clair дві п'єси для кларнета, 8', Ricordi
- 1980 :  L'Ultima sera для мецо-сопрано і п'яти інструментів, 19', Ricordi
- 1980 :  Le Ruisseau sur l'escalier для солюючої віолончелі та дев'ятнадцяти інструментів, 13', Ricordi
- 1981 :  Fili для флейти з фортепіано, 11', Ricordi
- 1981 :  Small для пікколо, кларнета та арфи, 7', Ricordi
- 1981 :  Tema для дванадцяти інструменталістів, 15', Ricordi
- 1981 :  The Heart's Eye для струнного квартету, 17', Ricordi
- 1982 :  Feria для п'яти флейт, п'яти труб та органу, 12', Ricordi
- 1982 :  Lame дві п'єси для віолончелі, 10', Ricordi
- 1983 :  Abyss для контральто, басової флейти та десяти інструментів, 18', Ricordi
- 1983 :  Ala дві п'єси для віолончелі та контрабаса, 10', Ricordi
- 1983 :  Alamari для віолончелі, контрабаса та фортепіано, 13', Ricordi
- 1983 :  Diario '83 для чотирьох труб, чотирьох тромбонів та оркестру, 18', Ricordi
- 1983 :  In cauda для хору з оркестром, у трьох частинах 30', Ricordi
- 1983 :  Lem дві п'єси для контрабаса, 6', Ricordi
- 1983 :  Rima дві п'єси для фортепіано, 9', Ricordi
- 1983 :  She для трьох сопрано та ансамблю, 12', Ricordi
- 1983 :  Sinfonia op. 63 « Anton Webern » для камерного оркестру, 4', Ricordi
- 1984 :  Cadeau для одинадцяти інструменталістів, 11', Ricordi
- 1984 :  Darkness для шести ударників, 8', Ricordi
- 1984 :  Ombra дві п'єси для контрабасового кларнета, 12', Ricordi
- 1984 :  Ronda для квартету з фортепіано, 12', Ricordi
- 1985 :  Atem дві дії та інтермедія, 1 h 30 mn, Ricordi
- 1985 :  Omar дві п'єси для вібрафона, 13', Ricordi
- 1985 :  Sestetto для струнного секстету, 14', Ricordi
- 1985 :  Still для сопрано і шести інструментів, за Schweige still з Чарівної флейти, сцена XVI, 5', Ricordi
- 1986 :  Arpège для шести інструментів, 12', Ricordi
- 1986 :  Eco для камерного оркестру, 10', Ricordi
- 1986 :  Refrain для восьми інструментів, 10', Ricordi
- 1987 :  Ave для пікколо, дзвіночків та челести, 7', Ricordi
- 1987 :  Flag для тринадцяти інструментів, 8', Ricordi
- 1987 :  O si ride для дванадцяти змішаних голосів, 13', Ricordi
- 1988 :  Cinis для сопрано і басового кларнета, 14', Ricordi
- 1988 :  Cloches для ансамблю, 16', Ricordi
- 1988 :  La Souris sans sourire для струнного квартету, 17', Ricordi
- 1988 :  Short дві п'єси для труби, 8', Ricordi
- 1988 :  À françoise для фортепіано, 1', Ricordi
- 1989 :  Blow для духового квінтету, 13', Ricordi
- 1989 :  Ciglio для скрипки соло, 6', Ricordi
- 1989 :  Frain для восьми інструменталістів, 2', Ricordi
- 1989 :  Hot для сопраніно або тенорового саксофона та шести інструментів, 14', Ricordi
- 1989 :  Midi дві п'єси для флейти, 8', Ricordi
- 1989 :  Soft для басового кларнета, 10', Ricordi
- 1990 :  Bok для басового кларнета та маримби, 2', Ricordi
- 1990 :  Chantal для солюючої арфи та шести інструментів, 10', Ricordi
- 1990 :  Cloches II для двох фортепіано, 9', Ricordi
- 1990 :  Het для флейти, бас-кларнета та фортепіано, 13', Ricordi
- 1990 :  Holly для англійського ріжка, гобоя, гобоя д'амур і тринадцяти інструментів , 11', Ricordi
- 1990 :  Marches II для солюючої арфи, трьох жіночих голосів ad libitum, дванадцяти інструментів і трьох перкусіоністів, 9', Ricordi
- 1990 :  Rasch для чотирьох саксофонів, 6', Ricordi
- 1990 :  Spice (Ronda n° 2) для кларнета, скрипки (і альта), віолончелі та фортепіано, 6', Ricordi
- 1990 :  Åse (Algo II) дві п'єси для гітари та жіночого голосу, Suvini Zerboni
- 1991 :  Cloches III для двох піаністів та двох перкусіоністів, 7', Ricordi
- 1991 :  Madrigale для чотирьох дитячих хорів та чотирьох ударних, 18', Ricordi
- 1991 :  Refrain II для одинадцяти інструментів, 8', Ricordi
- 1992 :  Aahiel для мецо-сопрано і трьох інструментів, 13', Ricordi
- 1992 :  An Angel within my Heart для жіночого голосу, двох кларнетів і струнного тріо, 4', Ricordi
- 1992 :  Concerto grosso для оркестру та п'яти електронних клавішних, 23', Ricordi
- 1992 :  Feria II для органу соло, 12', Ricordi
- 1992 :  Feria III для органу, 6', Ricordi
- 1992 :  Jay для фортепіано та семи мідних інструментів, 6', Ricordi
- 1992 :  Йоганн Себастьян Бах, Мистецтво фуги транскрипція для оркестру, 57', Ricordi
- 1992 :  Late in the Day I (Ronda n° 3) для сопрано, флейти, кларнета та фортепіано, 6', Ricordi
- 1992 :  Mari дві п'єси для маримби, 8', Ricordi
- 1992 :  Mari n° 2 для квартету маримб, 6', Ricordi
- 1992 :  Nidi II для барокової тенорової флейти, 12', Ricordi
- 1992 :  Scaglie для тромбона, 6', Ricordi
- 1992 :  Sincronie для фортепіано з супроводом віолончелі соло, 5', Ricordi
- 1992 :  Sweetдля блокфлейти, 12', Ricordi
- 1993 :  Algo IV для тринадцяти інструменталістів, 8', Ricordi
- 1993 :  Ciglio II для скрипки і флейти, 5', Ricordi
- 1993 :  Concertino n° 2 для п'яти електронних клавіатур Yamaha, 7', Ricordi
- 1993 :  Refrain III для чотирнадцяти інструменталістів, 8', Ricordi
- 1993 :  Small II для флейти, альта та арфи, 6', Ricordi
- 1993 :  Sweet Basil для тромбона та Big Band, 9', Ricordi
- 1994 :  Ciglio III для скрипки з фортепіано, 5', Ricordi
- 1994 :  Flans для сопрано і дев'яти інструментів, 7', Ricordi
- 1994 :  In cauda II для оркестру, 15', Ricordi
- 1994 :  Portal для кларнета з оркестром, 8', Ricordi
- 1994 :  Puppenspiel III для пікколо, флейти, альтової флейти і чотирнадцяти інструменталістів, 7', Ricordi
- 1994 :  Serenata II для п'яти інструментів, 5', Ricordi
- 1994 :  Sincronie II для віолончелі, фортепіано і семи інструментів, 5', Ricordi
- 1995 :  Alfred, Alfred комічна опера у семи сценах і шести інтермедіях, 35', Ricordi
- 1995 :  Algo III для гітари і двадцяти трьох інструменталістів, 9', Ricordi
- 1995 :  Cinis II для бас-кларнета, маримби і перкусії, 10', Ricordi
- 1995 :  Duetto n° 2 для двох скрипок, 4', Ricordi
- 1995 :  Fanfara для ансамблю, 2', Ricordi
- 1995 :  Incisi дві п'єси для гобоя, 10', Ricordi
- 1995 :  Luci дві п'єси для альтової флейти, 6', Ricordi
- 1995 :  Rasch II для квартету саксофонів, вібрафона, маримби, перкусії та фортепіано, 12', Ricordi
- 1995 :  Tripiumдля флейти, гобоя і кларнета, 5', Ricordi
- 1996 :  Françoise Variationen (1-49) для фортепіано, 40', Ricordi
- 1996 :  In cauda III для оркестру, 10', Ricordi
- 1996 :  Lame n° 2 для восьми віолончелей, 11', Ricordi
- 1996 :  Lem II для контрабаса і п'ятнадцяти інструментів, 18', Ricordi
- 1996 :  Luci n° 2 для фагота і валторни, 6', Ricordi
- 1996 :  Refrain IV для восьми інструментів, 10', Ricordi
- 1996 :  Till дві п'єси для валторни in F, 9', Ricordi
- 1997 :  Al для мандоліни, мандоли і гітари, 8', Ricordi
- 1997 :  Che для туби, 5', Ricordi
- 1997 :  Feria IV дві п'єси для акордеона, 11', Ricordi
- 1997 :  Luci n° 3 для струнного квартету, 30', Ricordi
- 1997 :  Tell дві п'єси для англійського ріжка, 10', Ricordi
- 1998 :  Cerocchi 70 для кларнета, віолончелі та фортепіано, 2', Ricordi
- 1998 :  Elly для кларнета, віолончелі та фортепіано, 1', Ricordi
- 1998 :  Fire (In cauda IV) для чотирьох жіночих голосів та оркестру, 15', Ricordi
- 1998 :  Poll для тринадцяти інструменталістів, 13', Ricordi
- 1999 :  Clair II для кларнета, 5', Ricordi
- 1998 :  Prom для оркестру, 10', Ricordi
- 2000 :  Esa (In cauda V) для оркестру, 12', Ricordi